# Waituhi Saddle
Der Waituhi Saddle ist ein 890 m hoher Pass an der Grenze der Regionen Waikato und Manawatū-Whanganui auf der Nordinsel Neuseelands.

## Geographie
Der Pass liegt in der Hauhungaroa Range, der New Zealand State Highway 41 quert ihn von Tūrangi im Osten nach Taumarunui im Westen. Im Südwesten liegen Zuflüsse des Whanganui River, im Osten beginnt der Kuratau River und im Nordwesten liegen Zuflüsse des Pungapunga River.